# إسماعيل غاتشي
إسماعيل غاتشي (بالفرنسية: Ismaël Gace)‏ (مواليد 25 ديسمبر 1988 في سانت جيرمين إن لاي - فرنسا) لاعب كرة قدم فرنسي يلعب حاليا لصالح نادي الدرجة الأولى نيس الفرنسي منذ 2002 في مركز قلب الدفاع .

## روابط خارجية
- إسماعيل غاتشي على موقع رابطة كرة القدم الفرنسية للمحترفين (الإنجليزية)
- إسماعيل غاتشي على موقع قاعدة بيانات كرة القدم.إي يو (الإنجليزية)
- إسماعيل غاتشي على موقع Soccerway.com (الإنجليزية)